# تی‌اس‌اس کامیتو
تی‌اس‌اس کامیتو (به انگلیسی: TSS Camito) یک کشتی بود که طول آن ۴۴۸ فوت (۱۳۷ متر) بود. این کشتی در سال ۱۹۵۶ ساخته شد.